# Ruptura de relacions diplomàtiques
Per la ruptura de relacions diplomàtiques un estat sobirà posa fi a les relacions diplomàtiques que manté amb un altre estat. És un acte de represàlia o de pressió d’un estat contra un altre. És un acte de retorsió unilateral lícit i conforme al dret internacional públic, però perjudicial o poc cordial. És una lliure facultat d'un estat, encara que, naturalment, obeïx a raons molt greus i és l'expressió d'una aguda crisi. A diferència de l'establiment de relacions diplomàtiques, la ruptura és un acte unilateral que no exigeix el consentiment de l'altre estat. Organismes internacionals com ara l'Organització de les Nacions Unides, poden decidir la ruptura de manera col·lectiva.
És el darrere pas en un conflicte diplomàtic dins d'una escala de mesures, la gradació d'un episodi de tensió entre dos estats que mantenen relacions diplomàtiques. De menys a més és la següent: tramesa d'una nota de protesta; convocatòria de l'ambaixador (pel ministeri d'afers exteriors davant el qual es troba acreditat, sovint per fer-li entrega personalment d'una nota de protesta); crida a consultes de l'ambaixador; declaració de persona non grata de col·laboradors menors d'una missió diplomàtica, suspensió de relacions diplomàtiques i, finalment, trencament de relacions diplomàtiques. Per part dels mitjans de comunicació és força freqüent –i erroni– confondre la convocatòria d'un ambaixador amb la crida a consultes. L'expulsió o retirada de col·laboradors menors o en un estadi ulterior del conflicte del cap de missió no suposa per si sola la ruptura de relacions diplomàtiques.
La ruptura de relacions diplomàtiques no comporta necessàriament la ruptura de relacions consulars. Els tractats entre els estats continuen en vigor. Els estats poden confiar a un tercer estat la protecció dels seus interessos i la defensa dels compatriotes establert en al país hoste.